# Sonthonnax-la-Montagne
Sonthonnax-la-Montagne és un municipi francès situat al departament de l'Ain i a la regió d'Alvèrnia-Roine-Alps. L'any 2007 tenia 317 habitants.

## Demografia

### Població
El 2007 la població de fet de Sonthonnax-la-Montagne era de 317 persones. Hi havia 123 famílies de les quals 23 eren unipersonals (8 homes vivint sols i 15 dones vivint soles), 42 parelles sense fills i 58 parelles amb fills.
La població ha evolucionat segons el següent gràfic:
Habitants censats

### Habitatges
El 2007 hi havia 150 habitatges, 121 eren l'habitatge principal de la família, 27 eren segones residències i 1 estava desocupat. 145 eren cases i 5 eren apartaments. Dels 121 habitatges principals, 99 estaven ocupats pels seus propietaris, 20 estaven llogats i ocupats pels llogaters i 2 estaven cedits a títol gratuït; 1 tenia una cambra, 2 en tenien dues, 9 en tenien tres, 32 en tenien quatre i 78 en tenien cinc o més. 107 habitatges disposaven pel capbaix d'una plaça de pàrquing. A 38 habitatges hi havia un automòbil i a 73 n'hi havia dos o més.

### Piràmide de població
La piràmide de població per edats i sexe el 2009 era:
| Homes | Edats   | Dones |
| ----- | ------- | ----- |
| 0     | 95 o +  | 0     |
| 0     | 90 a 94 | 0     |
| 0     | 85 a 89 | 0     |
| 4     | 80 a 84 | 4     |
| 4     | 75 a 79 | 0     |
| 0     | 70 a 74 | 8     |
| 0     | 65 a 69 | 0     |
| 8     | 60 a 64 | 4     |
| 8     | 55 a 59 | 8     |
| 8     | 50 a 54 | 20    |
| 20    | 45 a 49 | 24    |
| 12    | 40 a 44 | 4     |
| 16    | 35 a 39 | 20    |
| 8     | 30 a 34 | 0     |
| 16    | 25 a 29 | 12    |
| 8     | 20 a 24 | 8     |
| 12    | 15 a 19 | 24    |
| 4     | 10 a 14 | 16    |
| 4     | 5 a 9   | 8     |
| 4     | 0 a 4   | 4     |

## Economia
El 2007 la població en edat de treballar era de 211 persones, 167 eren actives i 44 eren inactives. De les 167 persones actives 158 estaven ocupades (90 homes i 68 dones) i 10 estaven aturades (7 homes i 3 dones). De les 44 persones inactives 15 estaven jubilades, 14 estaven estudiant i 15 estaven classificades com a «altres inactius».

### Ingressos
El 2009 a Sonthonnax-la-Montagne hi havia 129 unitats fiscals que integraven 358,5 persones, la mediana anual d'ingressos fiscals per persona era de 21.062 €.

### Activitats econòmiques
Dels 14 establiments que hi havia el 2007, 2 eren d'empreses de fabricació d'altres productes industrials, 5 d'empreses de construcció, 1 d'una empresa de comerç i reparació d'automòbils, 3 d'empreses immobiliàries, 2 d'empreses de serveis i 1 d'una empresa classificada com a «altres activitats de serveis».
Dels 4 establiments de servei als particulars que hi havia el 2009, 2 eren tallers de reparació d'automòbils i de material agrícola, 1 paleta i 1 guixaire pintor.
L'any 2000 a Sonthonnax-la-Montagne hi havia 4 explotacions agrícoles.

## Equipaments sanitaris i escolars
El 2009 hi havia una escola elemental.

## Poblacions més properes
El següent diagrama mostra les poblacions més properes.